# Centre international de recherches sur l'anarchisme (Lausanne)

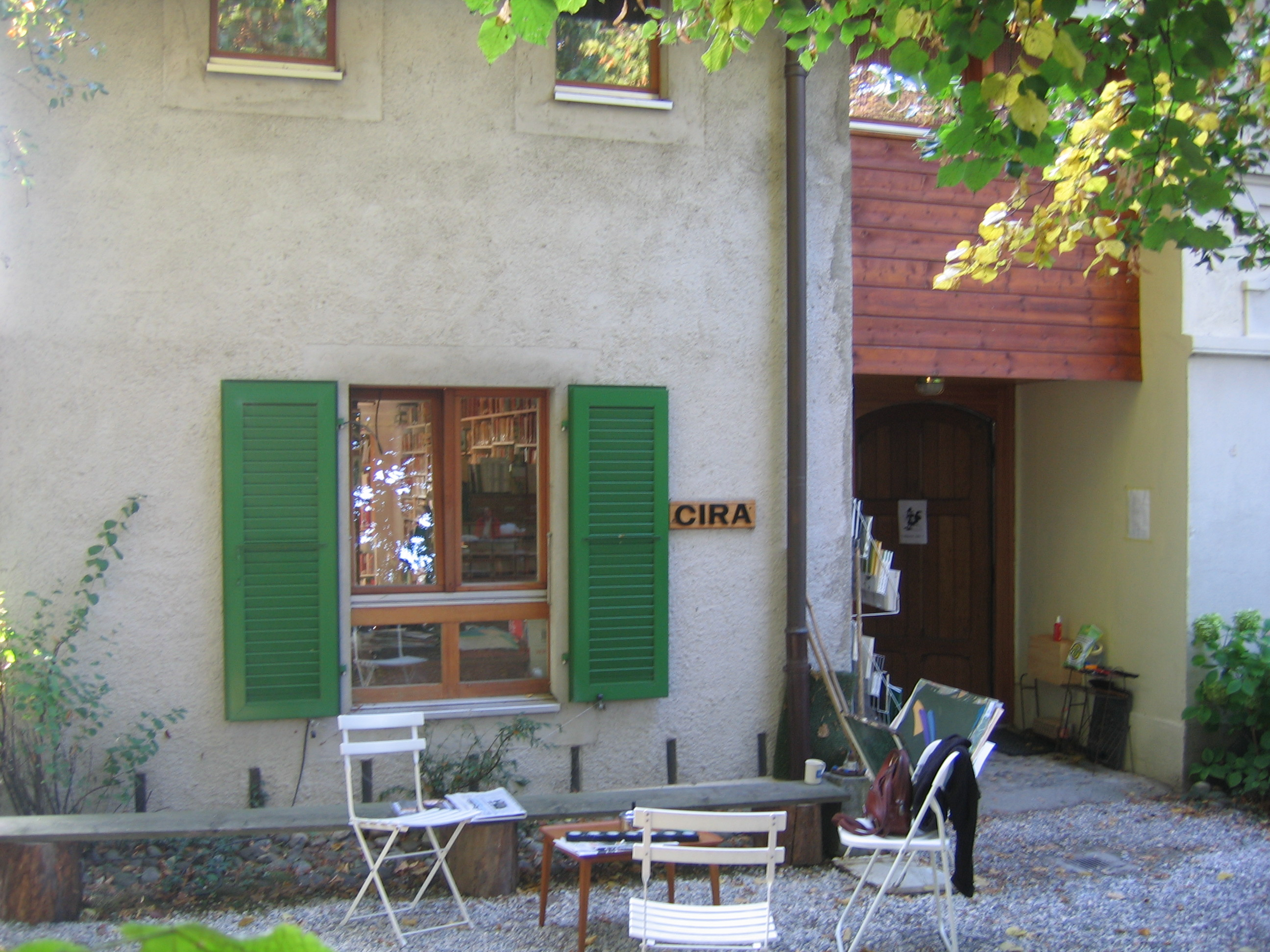
A entrada do CIRA em 2007.

O Centro Internacional de Pesquisa sobre Anarquismo (CIRA) em Lausanne foi fundado em 1957 em Genebra. É a maior (pelo número de documentos preservados) biblioteca especializada no campo do anarquismo na Europa.

## Coleção

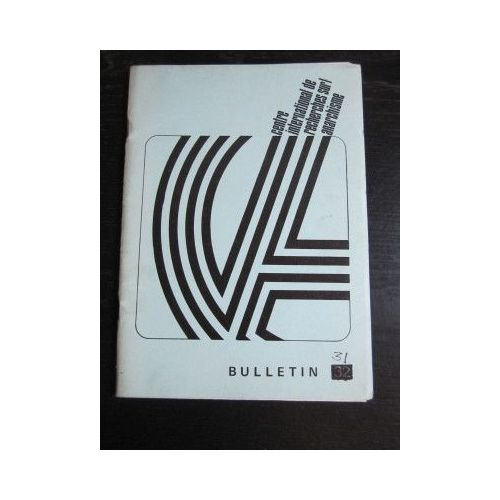
O boletim informativo CIRA

A biblioteca mantinha, no fim de 2018, cerca de 25.000 obras (brochuras, monografias, trabalhos universitários) e 4.000 periódicos, sendo 100 desses ativos. O conjunto da coleção é catalogado e o catalogo é acessível online desde 2007 Além dessa coleção, o CIRA mantém igualmente uma coleção iconográficas (cartazes, cartões postais, fotografias).

## Histórico
Foi do encontro em Genebra de um objetor de consciência italiano, Pietro Ferrua, um exilado búlgaro e um anarquista suíço, André Bösiger, que a ideia do CIRA nasceu em 1956.
Na época, havia alguns fundos de documentação inativos que formaram a base da coleção do CIRA: os arquivos do Réveil socialiste-anarchiste de Luigi Bertoni, os do grupo "Germinal", os arquivos pessoais de Jacques Gross e vários periódicos recebidos por intercâmbio.
Em 1961, por sua relação com uma ação Antifranquista contra o Consulado da Espanha em Genebra, Pietro Ferrua, principal líder do centro, é expulso da Suíça. Marie-Christine Mikhaïlo então assume o comando da biblioteca com sua filha Marianne Enckell.
Em 1964, o CIRA foi transferido para Lausanne na pensão Beaumont dirigida por Marie-Christine Mikhaïlo. A biblioteca voltou a Genebra entre 1975 e 1989, data na qual o acervo retornou para Lausanne, em um prédio construído especificamente por simpatizantes e parentes.
Em 1965, por iniciativa do historiador René Bianco, uma filial foi aberta em Marselha com o nome de Centro Internacional de Pesquisa sobre Anarquismo (Marselha).
Em 2007, o CIRA lançou uma campanha de arrecadação de fundos para poder permanecer neste edifício. Esta campanha foi um sucesso graças à mobilização de pessoas próximas à biblioteca e de muitos grupos, organizações e indivíduos anarquistas.
Desde a sua fundação, o CIRA publica um boletim que apresenta a vida do centro, novas aquisições e artigos sobre a história do movimento anarquista.

## Funcionamento da biblioteca
A biblioteca CIRA tem usado um índice de assuntos feito sob medida desde 1985. Seu catálogo foi informatizado em 1995. É administrado por voluntários e não tem orçamento de aquisição. Os custos correntes são cobertos por doações e as contribuições dos leitores e das obras são feitas por seus autores, seus editores e ativistas anarquistas de todos os países.
Os fundos de arquivamento são inventariados em softwares especializados.
A biblioteca é acessível a todos, mas apenas os leitores que pagaram sua assinatura podem pegar livros emprestados. O CIRA eventualmente pratica empréstimo direto (envio de obras pelo correio) com seus membros residentes no exterior.

## Relações internacionais
CIRA é membro fundador da Federação Internacional de Centros de Documentação e Estudo Libertário. Ele também é membro da Associação Internacional de Instituições de História do Trabalho (International Association of Labour History Institutions), associação em que trabalha ao lado de bibliotecas e arquivos especializados em história do movimento operário.
Além disso, houve ou ainda existem CIRAs no Brasil, Japão ou mesmo em Marselha e Limoges. . .

## Publicações
- Boletim do Centro Internacional de Pesquisa sobre Anarquismo [ leia online ] .